# Kolderbos

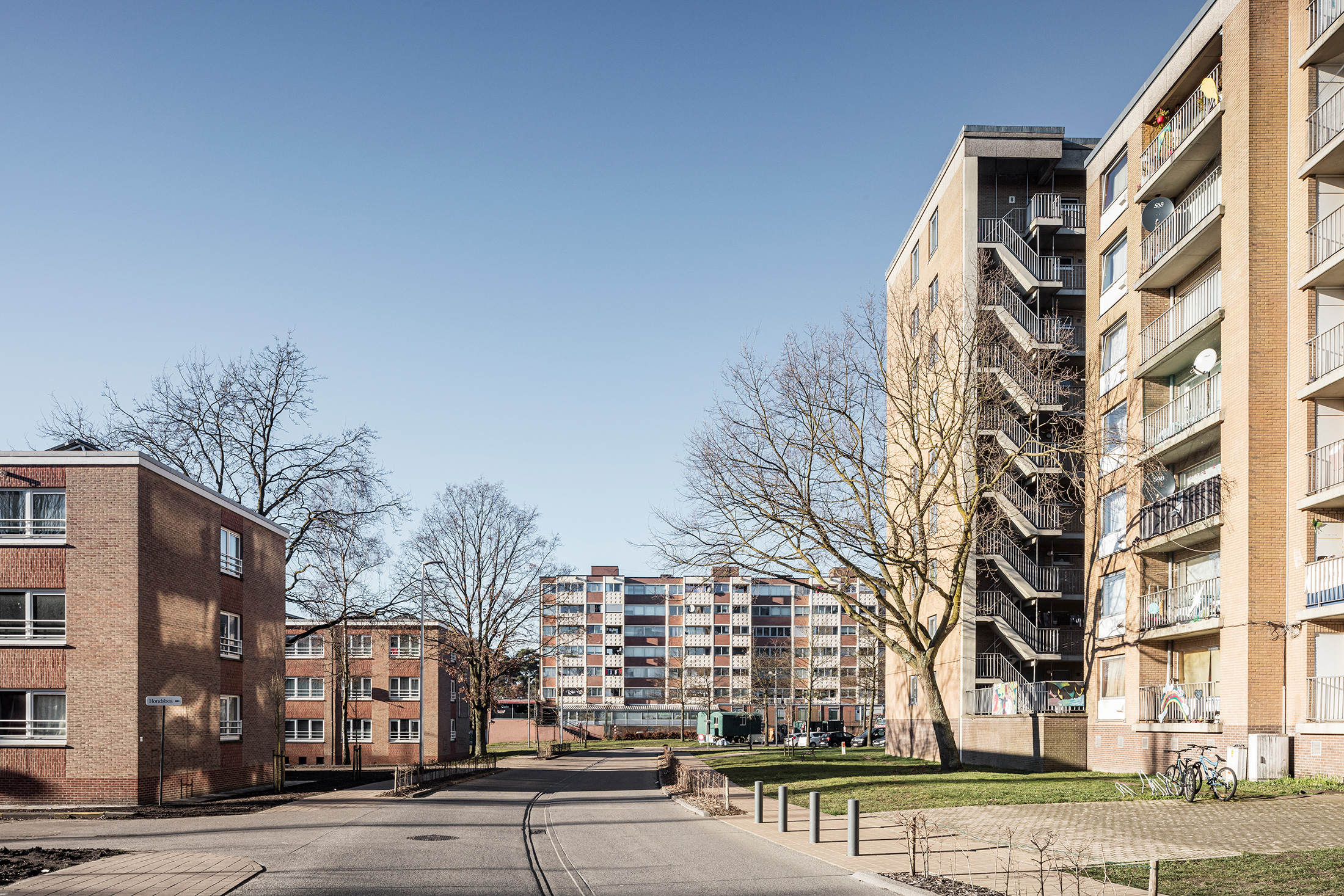
Wijk Kolderbos

Kolderbos is een wijk in het zuiden van de Belgische stad Genk, gelegen in de provincie Limburg. De wijk werd in 1964 ontwikkeld door de sociale huisvestingsmaatschappij Nieuw Dak, met als doel betaalbare huisvesting te bieden aan inwoners met moeilijke achtergronden. De wijk groeide uit tot een multiculturele gemeenschap, waar verschillende bevolkingsgroepen samenleven.
Door de ligging in het industriële hart van Genk-Zuid, nabij fabrieken en industriegebieden, werd Kolderbos beïnvloed door de economische activiteit in de regio. Dit bracht zowel werkgelegenheid als ecologische aandachtspunten met zich mee. Doorheen de jaren zijn er initiatieven genomen om de woonkwaliteit en de omgeving verder te optimaliseren.

## Imagoprobleem
In de jaren '70 vestigde de motorclub Tarantulas zich in de wijk, wat bijdroeg aan de bekendheid van Kolderbos. Ook heeft de wijk in de loop der jaren diverse sociale en economische uitdagingen gekend, waarbij inspanningen werden geleverd om de leefbaarheid te verbeteren.
Genk heeft jarenlang geprobeerd het imago van Kolderbos te verbeteren, waaronder het slopen van de beruchte woonblokken aan de Hooiweg. Dit is een poging om het beeld van de wijk op te krikken en een nieuw hoofdstuk te beginnen.
In de loop der jaren zijn er diverse initiatieven genomen om de wijk te moderniseren, waaronder de herontwikkeling van de Kerk van Maria, Moeder van de Kerk, die in 1984 werd ingewijd. Naast de kerk herbergt Kolderbos ook de Yildirim Beyazit Moskee, een culturele en religieuze ontmoetingsplek voor de Turkse gemeenschap, gelegen aan de Hooiweg. De wijk zelf blijft een testament aan de uitdagingen die een stad aangaat bij het verwerken van de sociale onrusten.

## Masterplan
In het meerjarenbeleidsplan 2020-2025 besliste het stadsbestuur van Genk om een globale aanpak voor Kolderbos te ontwikkelen. De wijk beslaat 63,93 ha, omvat 1.210 woongelegenheden (waarvan 800 sociale huurwoningen) en telt ongeveer 2.720 inwoners. De doelstelling is om een structureel antwoord te bieden op de samenlevingsuitdagingen in Kolderbos, samen met het toekomstige bouwprogramma van Nieuw Dak en andere opkomende projecten. Dit leidde tot de opmaak van een mastervisie die de verschillende projecten in de wijk samenbrengt in een samenhangende aanpak.
De mastervisie beoogt niet alleen een visie voor de ruimtelijke en sociale ontwikkeling van de wijk, maar ook het verbeteren van de leefbaarheid en het imago van Kolderbos. Er wordt gewerkt aan de opbouw van (mentale) bouwstenen en het creëren van verbindingen op verschillende niveaus, zowel in de publieke ruimte als in de gemeenschap. De ambitie is om de wijk-brede aanpak te versterken door het verbeteren van de woningkwaliteit, de gemeenschapsvoorzieningen en de sociale cohesie binnen de wijk.
Deelgemeente: Genk

Gehuchten, dorpen, stadsdelen en wijken: Bokrijk · Boxbergheide · Bret-Gelieren · Camerlo · Driehoeven · Hoevenzavel · Kolderbos · Langerlo · Nieuw-Texas · Sledderlo · Terboekt · Termien · Vlakveld · Waterschei · Winterslag · Zwartberg

Lijst van Belgische gemeenten · Arrondissement Hasselt · Limburg · Vlaanderen · België